# Gmina Benton (hrabstwo Benton)

Położenie Gminy Benton w hrabstwie Benton

Gmina Benton (ang. Benton Township) – gmina w USA, w stanie Iowa, w hrabstwie Benton. Według danych z 2000 roku gmina miała 900 mieszkańców.